# 1881 au Nouveau-Brunswick
Chronologie du Nouveau-Brunswick
- 1877
- 1878
- 1879
- 1880
- 1881
- 1882
- 1883
- 1884
- 1885

Cette page concerne des événements d'actualité qui se sont produits durant l'année 1881 dans la province canadienne du Nouveau-Brunswick.

## Événements
- Simeon Jones succède à Charles Ray au poste du maire de Saint-Jean.
- 16 février : le libéral David Irvine remporte l'élection partielle fédérale de Carleton à la suite de la mort de George Heber Connell.
- 20 et 21 juillet : 1re Convention nationale acadienne à Memramcook qui décide, entre autres, que le 15 août sera la fête nationale des Acadiens dans les provinces de l'Atlantique.

## Naissances
- 18 janvier : Charles Joseph Morrissy, député.

## Décès
- 15 février : George Heber Connell, député.